# حقوق شرکا
قانون شراکت (انگلیسی: Corporate law)
قانون شرکت یا قانون کسب‌وکار، به مجموعه قوانین حقوقی مرتبط با روابط و رفتار میان افراد، شرکت‌ها و سازمان‌ها اطلاق می‌گردد، که نحوه تعامل میان شرکت‌ها، سرمایه گذاران، سهامداران، مدیران، کارکنان، اعتباردهندگان و سایر ذینفعان مانند مصرف‌کنندگان، جامعه و محیط زیست را تنظیم و معین می‌نماید.

## نگاه اجمالی
از نگاه متخصصان کل شرکت ها 4 ویژگی دارند
- شخصیت حقوقی (کسب‌وکار)
- سهم
- تفویض
- مسئولیت محدود